# Lutz Matschke

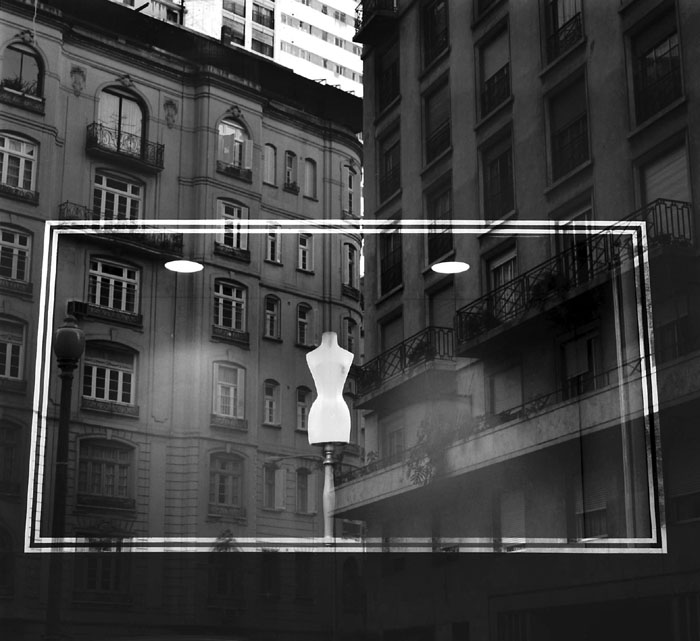
De la serie “Vitrinas de Buenos Aires”, La Clocharde, Buenos Aires, noviembre de 1985 LM 0295, colección fotográfica Palais de Glace

Lutz Matschke (10 de abril de 1959 en Buenos Aires, Argentina) es un artista y profesor de fotografía alemán y argentino que vive y trabaja en Berlín, Alemania y Villa La Angostura, Patagonia, Argentina, desde 2009. Con su primera serie fotográfica, Vitrinas de Buenos Aires, se consagró en la escena fotográfica argentina en 1985.

## Biografía

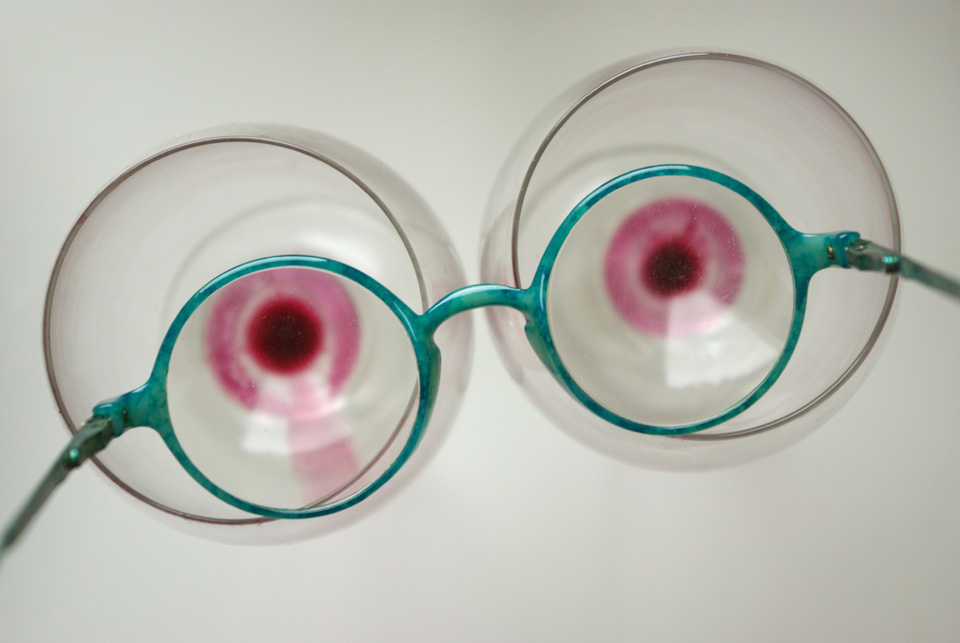
De la serie fotográfica Berlín día a día, “Juro no volver a beber nunca más” LM 0464

En 1987 expuso la serie fotográfica Vitrinas de Buenos Aires en la Galería Oliver así como en la primera galería fotográfica argentina, “Fotogalería Omega” en La Plata, Argentina y en el Salón Nacional de Fotografía en el Palais de Glace, Buenos Aires. En 2022, Matschke fue nombrado miembro de la Sociedad Alemana de Fotografía (DGPh).
 

Actualmente está a cargo de la gestión del Centro de Restauración e Investigación Fotográfica de Berlín, es docente de fotografía en restauración y fotografía de investigación y museología en la Universidad de Tecnología y Economía de Berlín (HTW-Berlin). Además, es profesor de fotografía en cursos básicos y de creatividad en el VHS (Volkhochschule) Tempelhof-Schöneberg de Berlín. Además, actuó como jurado de concursos, obtuvo becas de especialización y otros. 

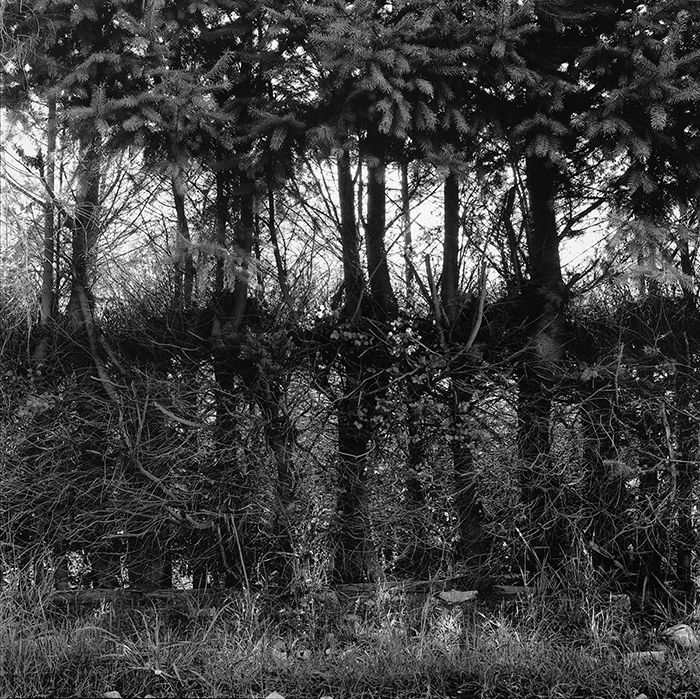
Villa La Angostura, Patagonia, Octubre 1993 (LM 0083, Colección Fotográfica Museo Ludwig)

## Exposiciones individuales (selección)
- 2018–2019 Galería fotográfica día a día de Berlín Rathaus Tempelhof y VHS Schöneberg.
- 2016 Fotos Mitos Pequeño glosario de los grandes mitos fotográficos Pioneros de la fotografía, Berlín.
- 2015–2016 Galería fotográfica día a día de Berlín Café Aroma. Berlín-Schöneberg.[2]
- Ventana 61 de la galería Berlín día a día 2014. Berlín-Mitte.[3]
- 2013 Showcase Berlin Galería Unterwegs, Berlín-Mitte y Galería Casaflorida. Buenos Aires, Argentina.[4]
- 2012 Camino de Piedra Foto Lugar Bogotá. Berlina
- 2006 Paisajes Inseguros Museo de Bellas Artes Sor Josefa Díaz y Clusellas. Santa Fe, Argentina y Galería de Fotos de la Universidad de Córdoba, Argentina.[5]
- 2003 Perdidos en las Pampas Alianza Francesa. Buenos Aires. Galería de Fotos del Proyecto Condón Omega - Centro de Fotografía Contemporánea. La Plata
- 2002 Naturaleza, 20 años sin fotografiar nada 6. Mes de la Fotografía, Bariloche, Patagonia. Proyecto Condón Museo Estatal Rosa Galisteo de Rodríguez, Santa Fé, Argentina. Festival de la Luz. 02
- 2000 Alianza Francesa de Paisajes Patagónicos . Festival de la Luz. Buenos Aires
- 1999 Natura Viva, Galería Natura Morta Pérez Quesada. Buenos Aires
- 1998 Nudi Naturalis Art House Santa Fe e inauguración del Fotoespacio – Galería del Salón de Arte Borges. Apoyo de la Embajada de Alemania en Buenos Aires y la Asociación de Arte Pestalozzi.
- 1997 Natura Non Facit Saltus Centro Cultural Recoleta. Buenos Aires. Apoyo de la Embajada de Alemania en Buenos Aires
- 1996 Natura Non Facit Saltus Escuela Argentina de Fotografía
- 1995 Fotos Mitos Pequeño glosario de los grandes mitos de la fotografía. Centro Cultural Recoleta. Buenos Aires e inauguración de la galería de fotos de Dardo Rocha. La Plata
- Cementerios de 1993 en Buenos Aires – Paisajes Ciudadanos . Fundación Andy Goldstein Buenos Aires. Lutz Matschke – Retrospectiva fotográfica Asociación de Arte Pestalozzi. Buenos Aires
- 1987 Vitrina de Buenos Aires Fotogalería Omega CFC, La Plata, Argentina y Galería Oliver, Lomas de Zamora.

## Becas
- 2008: “Fotoperformance en el Gran Bajo de San Julián (105 m bajo el nivel del mar), la depresión más profunda occidental”. Fundación Nacional de la Cultura, Fondo Nacional de las Artes, Argentina.
- 2000–2001: Programa de Certificado de un año en el Centro Internacional de Fotografía, Nueva York, Comisión Fulbright (EE. UU.) - Fondo Nacional de las Artes (Argentina).
- 1991: “Cementerios de Buenos Aires – Paisajes Ciudadanos” Fondo Nacional de las Artes, Argentina.

## Actividades del jurado (selección)
- 2013–2023: Consejo asesor cultural - Trabajo cultural descentralizado - Oficina del distrito de Tempelhof-Schöneberg de Berlín
- Jurado del Salón Nacional de Fotografía – Museo Rosa Galisteo de Rodríguez, Santa Fe, Argentina
- Jurado del Premio Bienal Federal 2008 – Consejo Federal de Inversiones CFI - Argentina
- 2004: Jurado seleccionado por los artistas del Salón Nacional de Fotografía, Buenos Aires

## Colecciones
- Museo Ludwig, Colonia, Alemania
- Museo de Arte Moderno, Museu de Arte Moderna do Rio de Janeiro MAM, Rio de Janeiro, Brasil
- Asociación de Arte Pestalozzi, Argentina
- Centro Wifredo Lam, La Habana, Cuba
- Museo de Arte Moderno, Museo de Arte Moderno de Buenos Aires MAMba, Buenos Aires, Argentina
- Fondo Nacional de las Artes, Argentina
- Casa Nacional de Arte, Museo Nacional de Bellas Artes (Buenos Aires) MNBA, Argentina
- Dirección Nacional de Artes Visuales, Palais de Glace, Argentina
- CFC Centro de Fotografía Contemporánea, La Plata, Argentina
- Banco Ciudad de Buenos Aires, Argentina

## Enlaces web
- Sitio web de Lutz Matschke
- Entrevista en Fotoforum
- NosOtros, performance fotográfica en Eduardo Gil, cita de Erika Billeter
- Entrevista en Zoom (Español)
- Restauración de fotografías en la FH Ostfalia, Wolfenbüttel https://www.ostfalia.de/cms/de/campus/wf/detail/news/4fa32db1-5fdc-11eb-8932-d96edd3be9f9
- Restauración fotográfica: paseo artístico virtual en Penumbra, Nueva York, 10 de febrero de 2021 https://www.youtube.com/watch?v=1KLyKjzo938&t=921s